# François Joseph Antoine de Hell
François-Joseph-Antoine de Hell, né à Hirsingue le 21 juin 1731 et mort guillotiné à Paris le 22 avril 1794, est un homme politique français, député du tiers état aux États généraux.

## Biographie

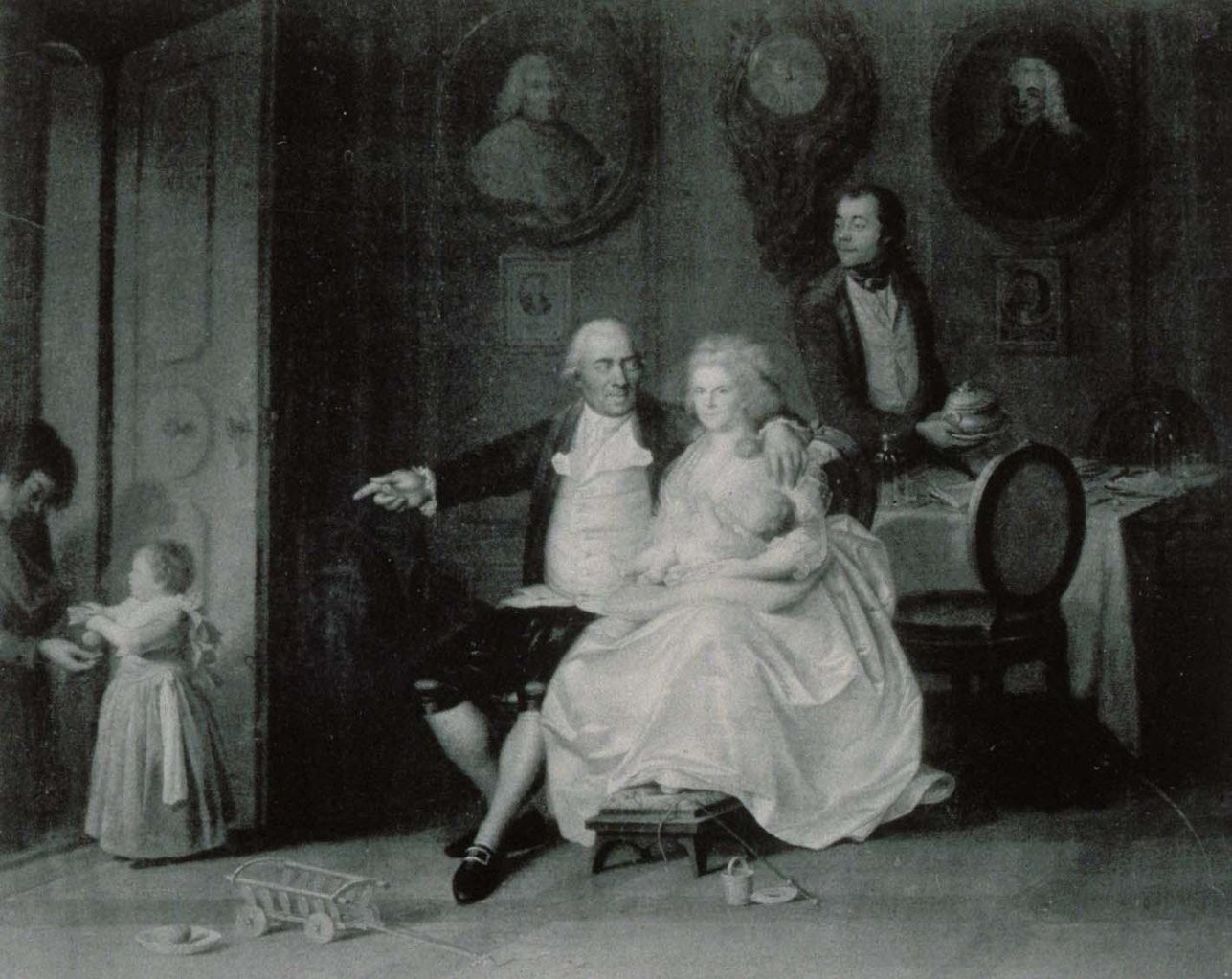
De Hell, Grand Bailli de Landser (1731-1794). Mme de Hell née de Savoy Rollin et leur fils, le futur amiral de Hell, donnant son goûter à un pauvre, Tableau de famille.

François-Joseph-Antoine de Hell entame ses études au collège de Porrentruy et il les termine par la soutenance de sa thèse passée à l’Université de Strasbourg, le 22 juin 1753. 
Il devient en 1754 grand bailli du comté de Montjoie-Hirsingue. Il est reçu avocat au Conseil souverain d'Alsace en 1758. À partir de 1777 il s'établit à Landser, en tant que bailli de la seigneurie et du haut-bailliage de Landser. Il y prend en main les intérêts du seigneur de Waldner et se consacre à la botanique, correspondant avec les meilleurs spécialistes de son temps, dont Malesherbes.  
Mais dès son entrée en fonction, il est mêlé à la vaste affaire de faux en écriture qui agite l’Alsace. Un millier de paysans sont soupçonnés d’avoir fabriqué des fausses quittances destinées à les libérer de leurs dettes à l’égard de leurs créanciers Juifs. Au soutien des paysans poursuivis, Hell publie en 1779 à Francfort ses « Observations d'un Alsacien sur l'affaire présente des juifs d'Alsace."
Ce brûlot antisémite d’une extrême violence est une longue justification de l’exécration des juifs « depuis que le sang du Juste crucifié est retombé sur eux et sur leurs enfants.... Il n’est ni pays ni siècle, dont l’Histoire n’ouvre à nos yeux des scènes de persécution que le juste courroux du Ciel fit éprouver à cette race criminelle. Les juifs portent partout en eux-mêmes des ennemis qui leur suscitent des persécutions. La dureté du cœur, l’aveuglement de l’esprit, l’esprit de la révolte, le penchant à l’usure, le caractère de cruauté les a rendus et les rendra à jamais l’objet de l’exécration des peuples parmi lesquels ils sont dispersés. »
A l’appui de sa détestation, Hell énumère comme faits avérés les crimes rituels dont les juifs se seraient de tous temps rendus coupables, sacrifices d’enfants chrétiens, profanations d’hosties, empoisonnements de puits...Tout juste admet-il que « ces crimes atroces des rabbanites sont devenus plus rares dans ce siècle. Mais, dit-il, s’ils ne répandent plus à grand flot le sang chrétien par le massacre solennel des enfants mâles, ils détruisent à petites saignées le père de famille dont ils empoisonnent et abrègent les jours en épuisant les ressources de sa subsistance. »  
L'usure est à présent, pour Hell, le fléau destructeur dont le Juif "à la langue perfide et au coeur d'airain" se sert pour asservir les familles chrétiennes. Il n’y a pas de fautes, conclut-il, à se libérer de " la tyrannie de l'usure " en produisant de fausses quittances, qui ne sont qu'une manière de répondre à "la friponnerie judaïque." "L'inconnu qui a fabriqué les quittances avec cet art qui fait illusion à tout expert est un libérateur", ose même l'auteur. 
Pour régler le problème de la présence juive en Alsace, Hell a sa solution : "que, si l'on ne peut proscrire les Juifs , on réduise au moins cette société de filous et d'usuriers, que l'on pose à leur nombre et à leurs demeures les bornes les plus étroites." 
La parution de ce pamphlet, en plein scandale des quittances, attire l'attention des autorités. Le 18 février 1780, Hell est arrêté et emprisonné à Strasbourg. Une perquisition à son domicile permet de trouver un grand nombre de quittances falsifiées. Ainsi l'inconnu qui a fabriqué les quittances, le libérateur vanté par Hell dans son libelle, semble être Hell lui-même. Son rôle essentiel dans l'affaire, comme son pamphlet incendiaire, lui vaudront trois ans de prison et d’exil. 
Pour répondre au brûlot antisémite de Hell et aux solutions radicales qu'il préconise contre les juifs, Cerf Beer, Préposé Général de la Nation Juive en Alsace, s’adresse au philosophe juif des Lumières Moses Mendelssohn. Ne pouvant s’en charger lui-même, Mendelssohn demande à un ami protestant, Christian Wilhelm von Dohm, de prendre la plume. Ce sera Über die bürgerliche Verbesserung der Juden (De l’amélioration civique des Juifs), texte fondateur dont la traduction française en 1782 inspirera les travaux de l’Abbé Grégoire.  
Malgré son passé judiciaire, les habitants des districts de Haguenau et Wissembourg élurent en 1789 François Joseph Antoine Hell député du tiers état aux États Généraux. Il siégea comme député de l'Assemblée nationale constituante de juin 1789 à septembre 1791. Il s'opposa toujours avec virulence à l'émancipation des Juifs. Partisan déclaré de la monarchie, il mourut sur l'échafaud à Paris le 22 avril 1794 en même temps que le courageux avocat de Louis XVI, Malesherbes, qui avait partagé sa passion pour la botanique mais jamais sa haine des Juifs.

## Œuvres
- Observations d'un Alsacien sur l'affaire présente des juifs d'Alsace. Francfort, 1779[5]